# Erich Linemayr
Erich Linemayr (født 24. januar 1933, død 4. juni 2016) var en østrigsk fodbolddommer. Han dømte ved to VM i fodbold i 1974 og 1978. Han dømte også i EM 1980. I 1979 dømte han finalen i Mesterholdenes Europa Cup mellem Nottingham Forest og Malmö FF.

## Karriere

### VM 1978
- 11. juni 1978: Skotland – Nederlandene (gruppespil)

### VM 1974
- 23. juni 1974: Sverige – Uruguay 3–0 (gruppespil)
- 3. juli 1974: Polen – Tyskland 0–1 (gruppespil)

### EM 1980
- 18. juni 1980: England – Spanien 2–1 (gruppespil)
- 21. juni 1980: Sovjetunionen – Italien 1–1, (9–8 på straffe, gruppespil)